# Pierre du Palais
Pierre III du Palais ou de Sarre (mort le 4 ou le 5 février 1264) est  un ecclésiastique valdôtain qui fut évêque d'Aoste  de 1260 à 1264.

## Biographie

### Origine
Pierre du Palais ou de Sarre est issu d'une famille noble valdôtaine qui détenait les fiefs de Sarre et du village de Thora. Elle devait  son nom  « de Palatio » à la proximité des ruines de l'antique théâtre romain d'Aoste connu au Moyen Âge comme « Palatium » avec la résidence urbaine de la famille.

### Épiscopat
Pierre du Palais est prieur des chanoines réguliers du prieuré Saint-Ours lorsqu'il est élu évêque d'Aoste. La première mention de son épiscopat est du 8 décembre 1260 lorsqu'un certain Guillaume d'Arlio lui donne des biens en hypothèque. Le 31 janvier 1261 Henri de Chessalet  déclare tenir divers fiefs de l'évêque. Le 10 août 1263 il promulgue de concert avec l'archevêque de Tarentaise un décret sur la résidence des chanoines. Cette même année en novembre il achète les biens de Guillaume d'Arlio de Valpelline.
La Gallia Christiana, s'appuyant sur le nécrologe de Saint-Ours, fixe sa mort à 1266. Cependant, dans une lettre adressée le 18 février 1264 d'Orvieto, le pape Urbain IV  interdit de procéder à l'élection du successeur de Pierre de Palais « mort depuis peu » avant le retour à Aoste des chanoines Aymon archidiacre, Pierre « d'Aoste » prêtre et Radolf « de Valle Penina ». L'évêque était encore en vie le 28 septembre 1263 lors de la visite de Rodolphe Ier Grossi du Châtelard archevêque de Tarentaise à la Collégiale de Saint-Ours.